# Föreningen Stiftelsen Skärgårdsbåten

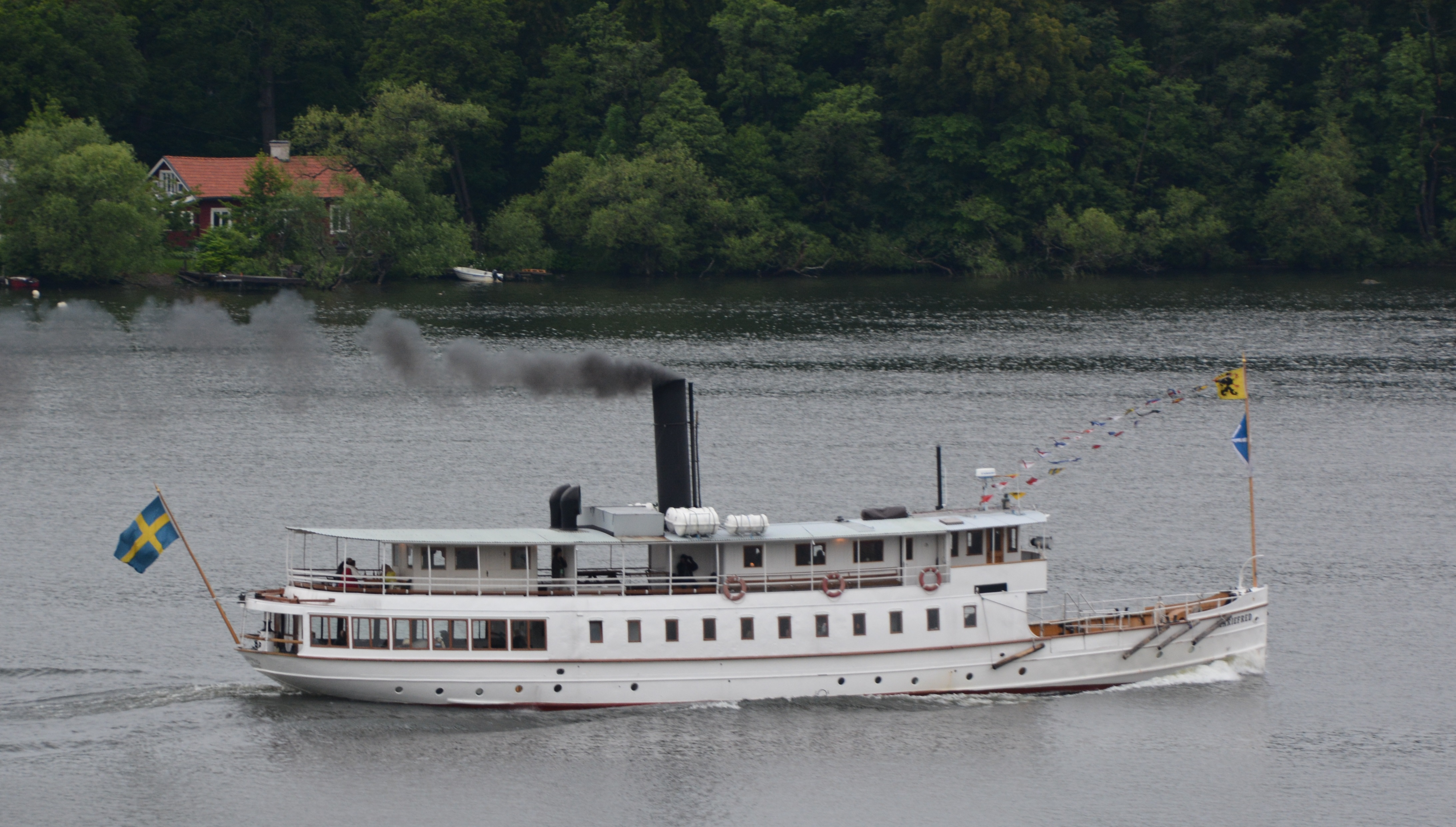
S/S Mariefred utanför Björnholmen.

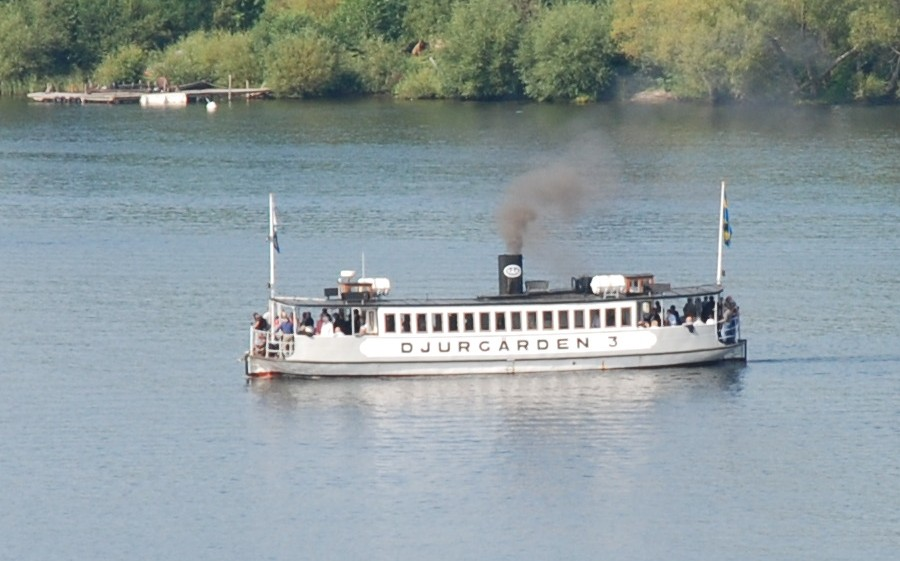
Djurgården 3 utanför Björnholmen.

Föreningen Stiftelsen Skärgårdsbåten är en ideell förening med säte i Stockholm och med syfte att bevara en levande ångbåtstrafik i Stockholms skärgård. I dagsläget har föreningen omkring 3 400 medlemmar. 

## Verksamhet
Genom uppvaktningar och olika offentliga aktiviteter har föreningen bidragit till att ett antal ångfartyg har räddats från skrotning, bland andra S/S Blidösund, S/S Saltsjön, S/S Norrskär och S/S Storskär. I vissa fall har även insamlingar och andra ekonomiska stödaktioner genomförts för att möjliggöra bevarande eller upprustning av skärgårdsbåtar.
För medlemmarna bedrivs en aktiv klubbverksamhet som huvudsakligen består av föredrag, studiebesök och utflykter med skärgårdsbåtar.
Föreningen utger sedan 1970 tidskriften Skärgårdsbåten med fyra nummer per år.

## Historik
Föreningen bildades i december 1963. 
År 1966 förvärvade föreningen aktiemajoriteten i Gripsholms Mariefreds Ångfartygs AB och blev därmed ägare till S/S Mariefred. År 1973 förvärvades fartyget Djurgården 3 från Stockholms Ångslups AB. Senare har ångslupen S/S Tärnan av Waxholm och ångfärjan Mälaren 3 tillförts föreningens flotta.